# Barry Llewelyn
Pas d'image ? Cliquez ici

a Compétitions nationales et continentales officielles uniquement.

b Matchs officiels uniquement.
Donald Barry Llewelyn, né le 6 janvier 1948 à Ashton-on-Ribble, est un joueur de rugby à XV qui a joué avec l'équipe du pays de Galles de 1970 à 1975 évoluant au poste de pilier. 

## Biographie
Barry Llewelyn dispute son premier test match le 24 janvier 1970 contre l'Afrique du Sud et son dernier test le 2 décembre 1972 contre les All Blacks. Il joue en club avec le Llanelli RFC puis le Newport RFC pendant trois saisons avant de retourner avec Llanelli. Il connaît également huit sélections avec les Barbarians de 1969 à 1977, disputant des rencontres contre l'Écosse, l'Afrique du Sud et les Fidji.

## Palmarès
- Vainqueur du tournoi des Tournois des Cinq Nations en 1970 et 1971 (Grand chelem)

## Statistiques en équipe nationale
- 13 sélections
- 3 points (1 essai)
- Sélections par année : 5 en 1970, 4 en 1971, 4 en 1972
- Tournois des Cinq Nations disputés : 1970, 1971, 1972